# Ioan Dumitru Denciu
Ioan Dumitru Denciu (Ivancesti, 1º settembre 1948) è uno scrittore rumeno.

## Biografia
Ha pubblicato parecchi romanzi, raccolte di poesie e di saggi, traduzioni.
Ha seguito il Liceo Teorico di Marasesti (Vrancea) e poi la Facoltà di Lingua e Letteratura rumena dell'Università di Bucarest, laureandosi in Lettere (specialità Rumeno-Italiano) nel 1971. Ha esordito come narratore nel 1968 sulla rivista “Amfiteatru”. Dopo gli studi, ha lavorato come professore di francese e d'italiano nella città di Focsani, continuando anche la sua attività letteraria.
È membro dell'Unione degli Scrittori di Romania (la sezione «Bucarest Prosa»).
Site ufficiale: Uniunea Scriitorilor din Romania, Filiala Bucuresti – Proza.
 

## Opere

### Romanzi
- Luminile zeitei Bendis (I lumi della dea Bendis), Editrice Cartea Romaneasca, Bucarest, 1983;
- Identitatile lui Litovoi (Le identità di Litovoi), Ivi, 1985;
- Din adâncul irespirabilului (Dal profondo dell'irrespirabile), Salonul Literar, Focsani, 1998;
- Crestinatate (Cristianità), Editgraph, Buzau, 2013.

### Raccolte di poesie
- A îmblânzi destinul [Domare il destino], Corgal Press, Bacau, 2003;
- Chematori si atrape [Appelli e adescamenti], Andrew, Focsani, 2008;
- Poèmes pour apprivoiser le destin / Poemi per domare il destino, volume bilingue francese-italiano, con un'immagine di copertina e 8 disegni di Massimo Uberti, Edizioni Andrew, 2009.

### Saggi
- Rataciri esentiale [Smarrimenti essenziali], Corgal Press, 2002;
- Rataciri esentiale II. O apropiere de misterul limbii române [Un approccio del mistero della lingua rumena], Rafet, Râmnicu Sarat, 2006;
- Dansul originilor. Mic tratat de naivitate intelectuala [La danza delle Origini. Piccolo trattato d'ingenuità intellettuale] (Rataciri esentiale III), Valman, Râmnicu Sarat, 2011.

## Altre pubblicazioni
Pubblicazioni in riviste e antologie
È anche autore di poesie, prose, saggi,
traduzioni, cronache letterarie, brani di diario apparsi sulle riviste “România literara”, “Luceafarul”, “Vatra”, “Nistru” (R. Moldavia), “Dorul” (Danimarca), “Revista V”, “Salonul literar” “Oglinda literara”, “Lector”, “ProSaeculum”, “Nuove Lettere” (Italia), “Spatii culturale”, “Caligraf” e altre.
Alcuni suoi testi sono stati inclusi in diverse antologie: si noti ’900 e oltre. Inediti italiani di prosa contemporanea, a cura di Ernesto L'Arab e Roberto Pasanisi (Edizioni dell'Istituto Italiano di Cultura di Napoli, 2005) e Pagini literare.ro / Literary pages.ro / Pages littéraires.ro, II (Forum Europeo delle Riviste Letterarie, Balcic – Bulgaria, 2008).

## Premi
Fra i vari premi e riconoscimenti assegnatigli nel suo Paese ricordiamo il Premio per la prosa della rivista “Luceafarul” (1984) e la Medaglia al giubileo «150 anni dalla nascita del poeta nazionale Eminescu» (2000). [i]
Con la versione italiana di 40 delle sue poesie ha vinto il Premio Internazionale di Poesia e Letteratura “Nuove Lettere”, XII edizione, 2003.
[i] Decreto del Presidente di Romania no. 439 / 6 novembre 2000, pubblicato in Monitorul Oficial no. 643 / 11 dicembre 2000.

## Collaborazione internazionale
Ha partecipato, con Massimo Uberti e Roberto Di Filippo, alla realizzazione dell'opera multimediale AVVOLGENTE CASA Flussi d'onde nello spazio,  esposta a Brescia in occasione della Notte Internazionale d'Arte (2009).
Si tratta di un'apparecchiatura “artistico-ambientale” ideata da M. Uberti, la quale utilizza un testo scritto da I. D. Denciu in italiano-francese-rumeno (tradotto in latino da Marco Basile ed Elisabeta Ronchi) e una partitura musicale elettronica composta da R. Di Filippo. [i]

## Riferimenti critici
In italiano
-Ernesto L'Arab, in ’900 e oltre. Inediti italiani di prosa contemporanea, a cura di E. L'Arab e Roberto Pasanisi, Edizioni dell'Instituto Italiano di Cultura di Naploli, 2005, pagina 28.
-Biblio | Ioan Dumitru Denciu |AtelierBlog (site)
In rumeno
Il suo profilo figura in alcuni lavori di riferimento rumeni, quali:
Florin Muscalu – Dictionarul scriitorilor şi publiciştilor vrânceni [Il dizionario degli scrittori e dei pubblicisti di Vrancea], Editrice Revista V, Focsani, 1999;
Aurel Sasu – Dictionarul biografic al literaturii române. Literele A – L [Il dizionario biografico della letteratura rumena. Lettere A - L], Edizioni Paralela 45, Pitesti, 2006;
Marian Popa – Istoria literaturii române de azi pe mâine [La storia della letteratura rumena dall'oggi al domani], vol. II, Edizioni
Semne, Bucarest, 2009.
La maggior parte dei riferimenti critici all'opera dell'autore sono stati elencati e analizzati da Mircea Dinutz nel suo libro: Ioan Dumitru Denciu (studio monografico, con un'antologia di testi), Edizioni Terra, Focsani, 2009.